# AZS-AWF Poznań
KS AZS-AWF Poznań – wielosekcyjny uczelniany klub sportowy działający przy Akademii Wychowania Fizycznego im. Eugeniusza Piaseckiego w Poznaniu. Formalne utworzony został w dniu 24 maja 1976 roku - wtedy uczelniany klub AZS działający przy AWF-ie przekształcono w klub wyczynowy posiadający własną osobowość prawną. W rzeczywistości jednak towarzyszyło temu odgórnie narzucone przez GKKFiT wcielenie sekcji wyczynowych powstałego w 1919 roku klubu środowiskowego AZS Poznań.

## Zespoły ligowe
AZS-AWF Poznań – kobieca drużyna siatkarska. W sezonie 2002/2003 srebrne medalistki mistrzostw Polski, występujące przez wiele sezonów w PlusLidze Kobiet.
AZS-AWF II Poznań – kobieca drużyna siatkarska. Występowała w II lidze.
AZS-AWF Poznań – męska drużyna siatkarska.
AZS-AWF Poznań - kobieca drużyna piłki ręcznej. Sekcja została reaktywowana po kilku latach przerwy we wrześniu 2006, jako MKS Malta Poznań. W sezonie 2006/2007 drużyna, pod wodzą trenera Stanisława Igela, występowała w I grupie II ligi, kończąc rozgrywki na 2. miejscu, a w sezonie 2007/2008 powtórzyła to osiągnięcie.
Z początkiem 2008 sekcja została przejęta przez Klub Sportowy AZS AWF Poznań i już w sezonie 2008/2009 – w wyniku reorganizacji rozgrywek – wywalczyła awans do I ligi grupy A.
Sekcja jest organizatorem cyklicznych turniejów, m.in. Międzynarodowego Wiosennego Turnieju Piłki Ręcznej Kobiet, Ogólnopolskiego Turnieju Piłki Ręcznej Plażowej "Reflex Cup" oraz Nocnego Ogólnopolskiego Turnieju Piłki Ręcznej Plażowej "Reflex Cup Night".
W skład sekcji wchodzi również zespół piłki ręcznej plażowej – Pyrki AZS AWF Poznań, który wywalczył tytuły Mistrza Polski w 2007 i 2008 oraz zdobył Puchar Polski w 2008.

## Sekcja wioślarska
Istnieje od 1919 roku - początkowo jako sekcja środowiskowego klubu AZS Poznań. Na skutek reformy sportu, wdrażanej odgórnie przez GKKFiT, w roku 1979 sekcję przejął AZS-AWF Poznań, utworzony w celu przejęcia lokalnych akademickich sekcji wyczynowych.

## Sekcja kajakowa
Założona w 2010 roku przez Macieja Wyszkowskiego oraz Dawida Gluzę sekcja liczyła w kwietniu 2011 roku kilkudziesięciu członków.
Zajęcia sekcji dobywają się na Torze Regatowym Malta w Poznaniu. Trenerzy sekcji to Dawid Gluza (szkolenie kanadyjkarzy), Maciej Wyszkowski (szkolenie kajakarzy i kajakarek) oraz Marzena Wyszkowska (Michalak) (szkolenie wstępne).